# Квитка, Климент Васильевич
Климе́нт Васи́льевич Кви́тка (23 января [4 февраля] 1880, с. Хмелев, ныне Роменского р-на Сумской обл., Украина — 19 сентября 1953 года; Москва) — украинский и советский музыковед-фольклорист.
Один из основоположников советской музыкальной этнографии. Автор многих теоретических работ, посвящённых украинскому музыкальному фольклору. Ему принадлежат также труды по изучению народных музыкальных инструментов, учебные и методические пособия. Награждён двумя советскими орденами, а также медалями. Разработал новую методику полевой работы, теоретические основы этномузыкальной социологии и историко-сравнительного изучения музыки этнически родственных народов (славян, тюрков). Сделал ряд важных открытий в области происхождения и распространения первобытных звукорядов, хроматизмов, ритмических архетипов и народных музыкальных инструментов. Первостепенное значение имеют его работы по критике источников.
К. В. Квитка собрал свыше 6000 украинских, русских, белорусских и др. народных песен. Квитка сделал уникальные записи на фонограф дум кобзаря Игната Гончаренко, голосов Леси Украинки и Ивана Франко.

## Биография

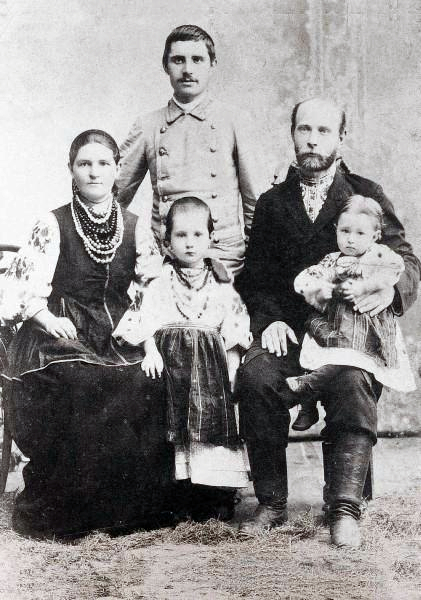
Климент Квитка (стоит) со старшей сестрой и её семьей, конец 1890-х.

- Родился в с. Хмелев, ныне Роменского района Сумской области 4 февраля 1880 года. Отца потерял рано, мать отдала его, 5-летнего, на воспитание в семью киевских мещан Карповых, так как не могла содержать сына. Они дали ему основательное образование. Музыке учился с 7 лет у частных учителей, затем — в училище Киевского отделения Русского музыкального общества у Григория Ходоровского[1].
- В 1897 году окончил Киево-Печерскую гимназию с золотой медалью.
- В 1898 году Леся Украинка читает свой рассказ «Над морем» в литературно-артистическом кружке Киевского университета. Так происходит знакомство уже известной писательницы и студента-первокурсника Климента Квитки, увлекающегося этнографией и народной украинской музыкой.
- В 1902 году окончил юридический факультет Киевского университета, после окончания которого работал в суде города Киева.
- В 1902—1905 году работал в Тифлисском окружном суде.
- В 1905—1907 году работал в Симферопольском окружном суде; позже также мировым судьёй.
- Музыкальное образование получил в Киевском музыкальном училище, где занимался по классу фортепиано у Г. К. Ходоровского.
- В 1907 году происходит бракосочетание Климента Васильевича Квитки и Леси Украинки (Лариса Косач, после замужества — Косач-Квитка).
- В 1913 году умирает его жена — Леся Украинка.
- В 1917 году Квитка издал фотоскопическим способом двухтомник «Мелодии с голоса Леси Украинки».
- 1917—1918 годах во время Центральной Рады служил одновременно в двух министерствах — образования и юстиции.
- В 1918 году работал счетоводом в городе Юзовке (ныне Донецк).
- С 1920 года — член фольклорной комиссии Российской Академии Наук и профессор Музыкально-драматического института им. Н. В. Лысенко в Киеве.
- В 1922—1933 годах возглавлял Кабинет музыкальной этнографии АН УССР.
- В 1933 году был арестован в Киеве. Обвинение в сотрудничестве с буржуазной «старой» властью (Центральной Радой). Пробыл в тюрьме полтора месяца. В камеру подсадили «стукача» и тот писал начальству, что Квитка всегда с энтузиазмом ждал допроса — «чтобы быстрее всё рассказать и идти домой, потому что там много работы!». Выйдя на свободу, отправился в Москву. Стал профессором консерватории, преподавал музыкальную культуру народов СССР. Музыка имела для него математическое измерение, а математику он считал наднациональной.
- С 1933 года — профессор Московской консерватории. Вёл курс музыки народов СССР.
- В 1934 году в Москве его снова арестовали — уже как «русского национал-фашиста» по делу Российской национальной партии. Квитка получил три года лагерей в Средней Азии. Наказание отбывал в Карлаге, (Казахстан).
- Досрочно выпущен в 1936 году. Был восстановлен на работе. Судимость сняли в 1941 году.
- С 1937 года — основатель и руководитель Кабинета по изучению музыкального творчества народов СССР[2].
- В 1937 году под его руководством была предпринята первая фольклорная экспедиция в некоторые районы Курской области для сбора сведений о народных инструментах, в частности, о редкостном инструменте «кувички» — русской флейте Пана.
- Умер 19 сентября 1953 года. Похоронен в Москве.

Многие записанные Квиткой украинские народные песни стали излюбленными в хоровой практике, передавались по радио.

## Личная жизнь

### Леся Украинка
В ноябре 1898-го Леся Украинка читала свой рассказ «Над морем» в литературно-артистическом кружке Киевского университета. На этих чтениях был и студент-первокурсник Климент Квитка. Он ещё с 16 лет увлекался собиранием народных песен. Леся тогда предложила ему записать от неё песни, которые знала и которые пела до последних дней своей жизни.
В 1907 году вместе с Лесей Украинкой приезжает в Крым — оба были больны туберкулёзом. Именно Леся настояла на срочном переезде — за 6 лет до этого от туберкулёза умер её возлюбленный Сергей Мержинский. Это фактически спасает Квитку. Климент Васильевич был в очень плохом состоянии. Мягкий климат и активное лечение помогло — кровохарканье прекратилось.
Вскоре они решили пожениться. Климент Васильевич был моложе Леси на 9 лет. Сообщение об их женитьбе стало большой неожиданностью для близких. Мать Леси была категорически против всяческих отношений дочери «с каким-то нищим», как она презрительно называла Климента Васильевича . Он был человеком мягким по характеру, замкнутым, стеснительным, пережившим в детстве глубокую личную драму — Климент вырос в приёмной семье, куда постоянно приходила его родная мать с угрозами забрать ребёнка. По-видимому, психологическая травма детства всю жизнь не давала покоя Клименту Васильевичу. Он был недоверчив, малоразговорчив и потянулся только к Лесе, больной девушке, от которой, конечно, трудно было ждать обмана или измены.
Впрочем, к Сергею Мержинскому мать Леси Украинки относилась не лучше. Несмотря на негативное отношение к данному союзу, Ольга Петровна была вынуждена согласиться на брак дочери. Они венчались в Вознесенском храме в киевском предместье Демиевке. 
Супруги жили сначала в Ялте, затем в Тбилиси (1908), Телави (1909), Кутаиси (1910), Хони (Цулукидзе) (1911), вновь в Кутаиси (1912-13). Частые переезды связаны с новыми служебными назначениями Климента Квитки.
Леся Украинка умерла в 1913 году в поселке Сурами, Тифлисская губерния. Климент Васильевич пережил жену на 40 лет.
После смерти жены Климент Васильевич продолжает музыкальную и этнографическую деятельность. В 1917 году Квитка издал фотоскопическим способом двухтомник «Мелодии с голоса Леси Украинки».

### Галина Кащеева
В 1945 году в возрасте 65 лет Климент Васильевич женится во второй раз, на 25-летней пианистке Галине Кащеевой (1920—1962). Она защитила диссертацию об украинских народных думах и работала в теоретическом отделении Московского музыкального училища им. Гнесиных. Брак был скептически принят в музыкальной среде. Галина Кащеева собиралась написать книгу о муже, но умерла от ангины в 1962 году. Галина Кащеева, как и Леся Украинка, прожила 42 года.

## Награды
- орден Трудового Красного Знамени (28.12.1946)

## Память
- Научный центр народной музыки им. К. В. Квитки Московской государственной консерватории имени П. И. Чайковского

## Сочинения

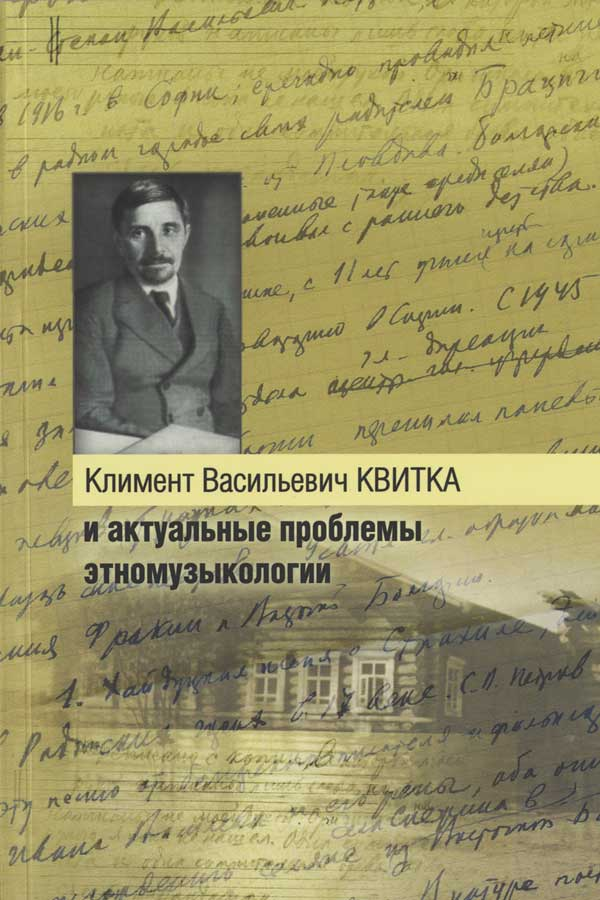
Книга о Клименте Васильевиче Квитке

### Сборники песен
- «Народнi мелодії з голосу Лeci Українки», ч. 1—2 — Киев, 1917/18;
- «Українськi народнi мелодії» — Kиев, 1922;

### Статьи и исследования
- «Ритмічнi паралелi в піснях слов’янських народів» — Киев, 1923;
- «М. Лисенко як збирач народних пісень» — Киев, 1923;
- «Професіональнi народнi співцi i музиканти на Українi» — Киев, 1924;
- «Вступнi уваги до музичноетнографічних студій» — Киев, 1925;
- «Первіснi тоноряди» — Киев, 1926;
- «Українськi піснi про дітозгубницю» — Киев, 1926;
- «Ангемітонічнi примітиви i теорія Сокальського» — Киев, 1928;
- «Избранные труды в двух томах», т. 1—2 — Москва, 1971-73.